# Фастовское дело
Фастовское дело — дело об убийстве еврейского мальчика Йосселя Пашкова в ноябре 1913 года. Несмотря на то, что свидетели опознали убийцу — ранее неоднократно судимого Ивана Гончарука — киевская прокуратура попыталась инсценировать ритуальное убийство, утверждая, что был убит христианский мальчик, а убийцы — евреи. И лишь после смены руководства окружной судебной палаты невиновные были оправданы, а убийца осуждён.

## Ход событий
Тело убитого подростка было найдено 27 ноября 1913 года на территории лесного склада недалеко от Киева. На шее убитого оказалось 13 колотых ран. Было установлено, что убийцей является 10-кратно судимый за разные преступления Иван Гончарук, а убитый — 12-летний Иоссель Пашков (он же Пасиков), родители которого, портной Фроим Пашков с женой, проживали в местечке Фастов. Экспертиза показала, что мальчик был убит примерно тремя неделями ранее.
Убийство произошло буквально через несколько дней после окончания знаменитого дела Бейлиса и ряд чиновников и черносотенцев вновь попытались совершить кровавый навет — представить это дело как убийство христианского ребёнка евреями.
Подозрение о новой инсценировке ритуального дела высказал известный журналист Семён Ан-ский, который сам отправился в Фастов и опубликовал свои впечатления. Он предположил, что убийца намеренно нанёс мальчику именно такие раны, но по ошибке убил еврейского ребёнка. На рынках распространялись слухи, что убийство Йосселя Пашкова — месть за убийство Андрюши Ющинского (жертвы в деле Бейлиса).
Исполняющий обязанности прокурора Киевской судебной палаты товарищ прокурора Володкович организовал фальсификацию дела: ребёнок был представлен как ранее пропавший христианский мальчик, а отец убитого Фроим Пашков и его приказчик Гутгарц арестованы по подозрению в убийстве. Правые газеты писали, что якобы Йоссель Пашков уехал за границу вместе с Бейлисом. Сразу три русские семьи уверяли, что опознали в убитом своего пропавшего ребёнка.
После смены 15 февраля 1914 года руководства Киевской судебной палаты начавшаяся фальсификация дела была прекращена. Новый прокурор Николай Чебышёв, хотя и не отличался любовью к евреям, но имел репутацию «законника» и честного человека. Чебышёв обеспечил объективное расследование дела. После того как были найдены живыми якобы пропавшие христианские дети, которых лжесвидетели поочерёдно «признавали» в убитом, обвинение против Фроима Пашкова и его приказчика было снято, а дело с обвинением против Гончарука передано в суд. Христианин М. Кобзаренко дал показания, что полиция пыталась подкупить его с целью лжесвидетельства против Фроима Пашкова.
22 ноября 1914 года по докладу члена судебной палаты Каменцева арестованные ранее Фроим Пашков и его приказчик был освобождены, а Иван Гончарук 28 февраля 1915 года признан присяжными заседателями виновным в убийстве и осуждён на 12 лет каторги. Жалоба Гончарука была отклонена Сенатом 2 июля 1915 года.

## Оценки

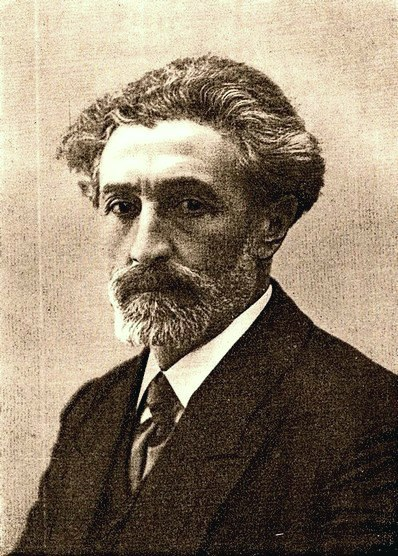
Семён Ан-ский первым высказал подозрение в инсценировке ритуального убийства

Александр Тагер отмечает целый ряд совпадений действий властей с их поведением при инсценировке ритуального убийства в деле Бейлиса — вплоть до привлечения тех же лиц к фальсификации дела.
Так, первоначальное вскрытие тела убитого не дало оснований для выводов о ритуальном характере убийства — и для повторного вскрытия был приглашён тот же прозектор Туфанов, что фальсифицировал выводы в пользу ритуальной версии в деле Бейлиса. Становой пристав Малицкий, нашедший реального убийцу, был отстранён от дела, а оно по распоряжению министра юстиции Ивана Щегловитова первым заместителем начальника департамента Александром Лядовым было передано другому следователю, который занялся разработкой ритуальной версии. И Щегловитов, и Лядов точно так же распоряжались по делу Бейлиса.
Правая пресса — точно так же как и ранее — развернула погромную антиеврейскую агитацию. Эксперт по делу Бейлиса Иван Сикорский дал интервью, в котором заявил, что «фактическое убийство совершено как ритуальное». А для «опознания» в убитом христианского ребёнка привлекались люди, прямо связанные с киевскими черносотенцами, ранее обеспечивавшими лжесвидетельства по делу Бейлиса.
Тагер отмечает также возможную роль в фастовском деле прокурора Георгия Чаплинского, который возглавлял расследование по делу Бейлиса. Чаплинский к тому времени хотя и не возглавлял уже окружную палату, но обладал большим влиянием и по сообщению прессы делал даже доклад по фастовскому делу приехавшему в Киев Щегловитову.
Тагер делает вывод, что фастовское дело было неудавшейся попыткой правых «отыграться» за провал в деле Бейлиса.